# Молодые британские художники
Молодые британские художники или YBA (также Brit artists и Britart) — условное название группы современных художников из Великобритании, большинство из которых учились в Голдсмитском колледже в Лондоне. Общее название закрепилось за ними после совместной выставки в Галерее Саатчи в 1992 году, которая принесла им славу.
Наиболее известными художниками из этой группы является Дэмиен Хёрст и Трейси Эмин, а ключевыми работами — «Физическая невозможность смерти в сознании живущего» (акула в формальдегиде) и «Моя кровать» Трейси Эмин.
Точкой отсчёта для Молодых британских художников стала выставка Freeze, организованная в 1988 в Лондоне Дэмиеном Хёрстом, который в тот момент был ещё студентом.

## Саатчи
Одним из посетителей выставки Freeze был Чарльз Саатчи, крупный коллекционер современного искусства и один из основателей рекламного агентства Saatchi&Saatchi. Саатчи купил первую большую инсталляцию Херста с мёртвыми животными — «A Thousand Years», состоящую из большого стеклянного контейнера с личинками, мухами и коровьей головой (эта инсталляция стала позднее заметным экспонатом выставки «Sensation»).
Саатчи стал не только главным коллекционером Хёрста, но и главным спонсором для других Молодых британских художников. Рынок современного искусства в Лондоне рухнул в середине 1990-х во время экономической рецессии, многие коммерческие галереи современного искусства ушли из бизнеса.
Коллекция Саатчи публично выставлялась на ряде шоу в большом здании бывшей фабрики в районе Сэнт-Джонс Вуд на севере Лондона. Предыдущие выставки Галереи Саатчи включали работы таких художников как Энди Уорхол, Филипп Гастон, Алекс Кац, Ричард Серра, Ансельм Кифер, Зигмар Польке, Герхард Рихтер. Теперь Саатчи обратил своё внимание на Молодых британских художников.
Саатчи создал бренд Молодых британских художников серией выставок, которые начались в 1992. Заметным экспонатом была акула Дэмиена Хёрста (The Physical Impossibility of Death in the Mind of Someone Living), которая стала символом британского искусства 1990-х. Также Саатчи обеспечил внимание средств массовой информации. Молодые британские художники вдохнули жизнь в новую генерацию британских коммерческих галерей, таких как Karsten Schubert, Sadie Coles, Victoria Miro, Maureen Paley’s Interim Art, White Cube и Antony Wilkinson Gallery.

## Sensation
Укрепление статуса YBA произошло в 1997 году, когда Королевская академия, которая имеет репутацию оплота консерватизма, устроила большую выставку работ Молодых британских художников — Sensation. Фактически это была демонстрация частной коллекции Чарльза Саатчи, которому принадлежало большее число произведений. Споры в средствах массовой информации о выставке, в частности, из-за работы Маркуса Харви «Myra», послужили для укрепления значения YBA. Когда шоу демонстрировалось в Нью-Йорке, возникла ещё большая шумиха, вызванная работой Криса Офили.

## Художники
| Принимали участие в выставке Freeze: - Стивен Адамсон (Steven Adamson) - Анджела Баллок - Аня Галлачо - Ян Девенпорт - Доминик Денис (Dominic Denis) — был указан в каталоге, но не выставлялся - Мэт Коллишоу - Абигейл Лейн - Майкл Ленди - Сара Лукас - Лала Мередит-Вула - Стивен Парк - Ричард Паттерсон - Фиона Рэй - Энгус Фэйрхерст - Дэмиен Хёрст - Гэри Хьюм | Остальные YBA: - Фиона Баннер - Генри Бонд - Кристин Борланд - Гленн Браун - Лиам Гиллик - Дуглас Гордон - Тасита Дин - Марк Куинн - Саймон Кэллери - Стив Маккуин - Мартин Малони - Крис Офили - Стивен Пиппин - Алессандро Рао - Дженни Савиль - Джорджина Старр - Кит Тайсон | - Сэм Тейлор-Вуд - Гэвин Турк - Рейчел Уайтред - Джейн и Луиз Уилсоны - Джиллиан Уэринг - Маркус Харви - Джейк и Динос Чепмены - Адам Чодзко - Трейси Эмин |

## Цитаты
- "<"Молодые британские художники" — > это просто географическое стечение обстоятельств. Так получилось, что все эти художники появились в Лондоне в один и тот же период, и их работы покупал Чарльз Саатчи. Но это очень разные художники. Может быть, единственное, что нас связывает — это то, что мы пытались привнести в искусство реальность, а не делали просто искусство об искусстве"[1] — Марк Куинн, 2012.